# A NATO Katonai Bizottsága
Az Észak-Atlanti Szerződés Szervezetének Katonai Bizottsága (angolul: North Atlantic Treaty Organisation Military Committee (NATO MC) ) a tagállamok legfelsőbb katonai vezetőit, a vezérkari főnököket (CHOD) tömörítő testülete a szervezetnek. A vezérkari főnökök általában az úgynevezett állandó katonai képviselők (MilRep) személyével képviseltetik az országukat, de csakúgy, mint a Tanács, időről időre a legmagasabb szinten, a vezérkari főnökök személyes jelenlétével folynak az ülések. Elsődleges feladata a katonai tanácsadás az Észak-Atlanti Tanács számára.

## Története
A Katonai Bizottság az Észak-Atlanti Tanács után a második legidősebb állandó testület a NATO-ban, amely hónapokkal a szervezet létrejötte után, az elsők között alakult meg 1949-ben az első tanácsi ülésen Washingtonban.
2008-ig Franciaország nem volt része a bizottságnak, miután 1966-ban az ország úgy döntött, hogy kivonja magát a NATO integrált katonai struktúrájából.

## Szerepe
A Katonai Bizottság az elsődleges szerv, amely katonai tanácsokat biztosít az Észak-Atlanti Tanács és a Nukleáris Tervezőcsoport számára. Döntéseit és javaslatait konszenzussal hozza. Elsődleges felelőssége azokkal a tanácsokkal ellátni a NATO politikai döntéshozóit, amelyek a közös védelemhez járulnak hozzá, valamint hogy átültesse a gyakorlatba azokat a döntéseket, amelyek a NATO misszióit és műveleteit határozzák meg. Létezésével egy elhanyagolhatatlan összeköttetést létesít a politikai döntéshozatal folyamata és a katonai cselekvés között, ezzel egy szerves részét képezve a NATO-n belüli döntéshozatalnak.
A testület kulcsszerepet játszik a katonai tervezésben, így segít kialakítani a katonai erők és képességek elosztását az olyan területeken, ahol a NATO bármiféle fenyegetettségnek lehet kitéve.
A bizottság kiemelkedő helyét a NATO-n belül jól példázza, hogy magas fokon működik együtt más katonai intézményekkel, mint például a pentagon, ahol az aktuális fenyegetések elleni közös fellépésről tanácskoznak.
Krízishelyzetekben és háborúkban a szervezet katonai műveleteivel kapcsolatban tanácsot ad és ajánlásokat tesz a katonai erők használatáról és a tervek és célok gyakorlatba ültetéséről.
Ezeken felül pedig a Katonai Bizottság saját maga alá tartozó szerveket koordinálja. A legjelentősebb ilyen szerv a Nemzetközi Vezérkar.

## Felépítése és működése
A Katonai Bizottság a tagállamok magas szintű katonai tisztviselőit tömöríti, általában három csillagos tábornokokat, parancsnokokat, úgynevezett Katonai Képviselőket (Military Representatives - MilRep), akik a vezérkari főnököket hivatottak képviselni, ezáltal a szerv magas szintű tudást és tapasztalatot testesít meg. Izland esetében egy civil tisztségviselő vesz részt a tárgyalásokon, nemzeti katonai erők híján. A képviselők a származási országuk érdekeit hivatottak közvetíteni a tárgyalásokra megfelelő nyitottsággal, hogy konszenzus képes lehessen a döntéshozatal. A testület élén annak elnöke áll, aki a NATO magas szintű katonai tisztségviselője. Ő cselekszik a Katonai Bizottság nevében, valamint a szóvivői feladatait is ellátja.
A bizottság legalább heti egyszer ülésezik formális vagy nem formális módon, annak érdekében, hogy megvitassák a szervezetet érintő ügyeket. A gyakorlatban gyakrabban is tanácskoznak, valamint az Észak-Atlanti Tanács részvételével is. A bizottság évente háromszor magasabb szinten is ülésezik, amikor a tagállamok vezérkari főnökei vesznek részt a tanácskozáson. Ezek helyszíne a NATO központja, valamint az egyiket mindig egy tagállam szervezi, Katonai Bizottság Konferencia néven. A Katonai Bizottság munkáját segíti a Nemzetközi Vezérkar (International Military Staff), amely tulajdonképpen a végrehajtó, tanácsadó szerv.

## Fordítás
Ez a szócikk részben vagy egészben  a   NATO Military Committee című angol Wikipédia-szócikk fordításán alapul.  Az eredeti cikk szerkesztőit annak laptörténete sorolja fel. Ez a jelzés csupán a megfogalmazás eredetét és a szerzői jogokat jelzi, nem szolgál a cikkben szereplő információk forrásmegjelöléseként.